# Akacie
Akacie (Acacia) er en meget stor planteslægt. Den er udbredt i de subtropiske og tropiske egne af Mellemamerika, Sydasien, Australien og Afrika. Bladene er som regel uligefinnede, men nogle arter klarer sig uden blade og har i stedet flade, grønne bladstilke, fyllodier. Blomsterne sidder ordnet i runde eller aflange hoveder. De har meget små, som regel gule eller hvidlige  kronblade. Akacier er ofte tornede. Her omtales kun de arter, som har økonomisk betydning i Danmark.
| Arter |

- Aromaakacie (Acacia aroma)
- Blomsterakacie (Acacia floribunda)
- Blåakacie (Acacia cyanophylla)
- Borstakacie (Acacia paradoxa)
- Brigalowakacie (Acacia harpophylla)
- Duftakacie (Acacia farnesiana)
- Grønakacie (Acacia decurrens)
- Guldakacie (Acacia baileyana)
- Gummiakacie (Acacia senegal)
- Hartsakacie (Acacia retinodes)
- Hickoryakacie (Acacia mangium)
- Katechuakacie (Acacia catechu)
- Klätterakacie (Acacia pennata)
- Koa (Acacia koa)
- Langbladsakacie (Acacia longifolia)
- Pilakacie (Acacia mucronata)
- Queenslandakacie (Acacia podalyriifolia)
- Sølvakacie (Acacia dealbata) ofte solgt som "Mimose"
- Sortvedsakacie (Acacia melanoxylon)
- Tåreakacie (Acacia saligna)
- Vingakacie (Acacia latifolia)
- Yarran (Acacia homalophylla)
- Øjenakacie (Acacia auriculiformis)

Barken af visse australske arter sælges under navnet wattle. Den har et højt indhold af garvestoffer, som gør den værdifuld i læderindustrien.  Blandt arterne findes Acacia pycnantha (Guld-Wattle), Acacia decurrens (Garve-Wattle), Acacia dealbata (Sølv-Wattle) og Acacia mearnsii (Sort Wattle). Den ægte gummi arabicum stammer fra Acacia senegal, som vokser i Sahelbæltet i Afrika.